# جورج ويلسون (مصور)
جورج ويلسون (بالإنجليزية: George Washington Wilson)‏ (و. 1823 – 1893 م) هو مصور، ورسام، وشخصية أعمال بريطاني، ولد في أبردين، توفي في أبردين، عن عمر يناهز 70 عاماً.

## روابط خارجية
- جورج ويلسون على موقع الموسوعة البريطانية (الإنجليزية)